# Гусейнов, Джалал Хаким оглы
Джала́л Хаки́м Гусе́йнов (азерб. Hüseynov Cəlal Hakim; род. 2 января 2003) — азербайджанский футболист, защитник клуба «Арда» и Сборной Азербайджана по футболу. Выступает на правах аренды за «Шамахы».

## Карьера

### «Зиря»
Воспитанник клуба «Зиря». Дебютировал за основную команду в Кубке Азербайджана в матче 1/8 финала против клуба «Карадаг» в 2019 году. В 2020 году официально стал игроком основной команды. В Премьер-лиге Азербайджана дебютировал в октябре 2020 года в матче с «Карабахом».
27 декабря 2024 года «Шамахы» объявил, что арендовал Гусейнова из болгарского клуба «Арда» до конца сезона.

## Карьера в сборной
Играл за сборные Азербайджана до 19 и 21 года. В 2021 году был вызван в основную сборную страны. Вышел на поле 14 ноября 2021 года в товарищеском матче со сборной Катара, заменив Эмина Махмудова на 91-й минуте.